# Couratari asterotricha
Couratari asterotricha är en tvåhjärtbladig växtart som beskrevs av Ghillean `Iain' Tolmie Prance. Couratari asterotricha ingår i släktet Couratari, och familjen Lecythidaceae. IUCN kategoriserar arten globalt som akut hotad. Inga underarter finns listade i Catalogue of Life.